# Glenea exculta
Glenea exculta é uma espécie de escaravelho da família Cerambycidae. Foi descrito por Newman em 1842.

## Subespecie
- Glenea exculta exculta Newman, 1842
- Glenea exculta gracilis Aurivillius, 1924
- Glenea exculta latefasciaticollis Breuning, 1956
- Glenea exculta lineella Thomson, 1865
- Glenea exculta medioconfluens Breuning, 1956